# Warren Simpson
Warren Alwyn Simpson (* ca. 1922 in New South Wales; † 28. Juni 1980 in Toowoon Bay) war ein australischer Snookerspieler, der drei Mal die australische Snooker-Meisterschaft und zwei Mal die Australian Professional Championship gewann und das Finale der Snookerweltmeisterschaft 1971 erreichte.

## Karriere

### Anfänge als Amateur
Der aus New South Wales stammende und circa 1922 geborene Simpson machte erstmals auf sich aufmerksam, als er 1953 mit fünf von fünf gewonnenen Gruppenspielen die australische Snooker-Meisterschaft gewann. Zu jener Zeit war er aus Lismore nach Sydney gezogen und wurde dort schnell ein Stammspieler im City Tattersalls Club. Ein Jahr später konnte er zuerst seinen Titel bei der australischen Snooker-Meisterschaft verteidigen, bevor er erneut ohne Niederlage sowohl die World Open Amateur Championship als auch die Australian Open Championship gewann. 1956 unterlag er im Finale der australischen Snooker-Meisterschaft Bob Marshall mit 5:4, ehe er 1957 gegen ebenjenen Marshall das Turnier zum dritten Mal gewann.
Im Jahr 1960 nahm Simpson neben Fred Davis, Clark McConachy und anderen an den World Open teil, bei denen er mindestens zwei Spiele gewinnen konnte.

### Erste Auftritte auf Profiebene
1963 nahm Simpson zusammen mit dem späteren dreifachen Vizeweltmeister Eddie Charlton und anderen an der Australien Professional Championship teil, die er mit einem 5:3-Sieg über Newton Gahan gewann. Nach mehreren erfolgloseren Teilnahmen unterlag er 1966 und 1967 im Endspiel Eddie Charlton, bevor er 1968 Charlton mit 11:10 besiegte und somit seinen zweiten Titel gewann. Zu diesem Zeitpunkt galt Simpson als der einzige Australier, der es mit Charlton aufnehmen konnte. Daneben gewann Simpson auch zahlreiche regionale Turniere in New South Wales. Im Anschluss daran verlor er 1969 nochmals mit 6:11 gegen Charlton im Endspiel, bevor er 1970 Profispieler wurde.

### Erste Profijahre
Zu Beginn seiner ersten Profisaison nahm Wilson erfolglos an der Australian Professional Championship teil, bevor er bei der Snookerweltmeisterschaft 1971 mit Siegen über John Pulman, Perrie Mans und Gary Owen die Gruppenphase überstand und mit einem 27:22-Sieg über Eddie Charlton das Finale erreichte. In diesem war er gegen John Spencer der deutliche Außenseiter, wobei es dennoch für Simpson dessen Karrierehöhepunkt war. Spencer dominierte über weite Teile das Spiel und gewann schlussendlich das Spiel 29:37.
Ein Jahr später erreichte er bei der Australian Professional Championship nochmals das Finale und verlor dieses erneut gegen Eddie Charlton, bevor er in der Saison 1972/73 bei der Australian Professional Championship im Halbfinale ausschied und bei der Snookerweltmeisterschaft nach einem Sieg über Maurice Parkin im Achtelfinale gegen Gary Owen verlor.
Auch in der folgenden Saison schied Simpson bei der Australian Professional Championship im Halbfinale aus, bevor er bei der Snookerweltmeisterschaft den Nordiren Jackie Rea besiegte, ehe er in der Runde der letzten 24 gegen Bernard Bennett verlor. In der Saison 1974/75 erreichte Simpson letztmals das Finale der Australian Professional Championship, in dem er nach Siegen über Ron Mares und Norman Squire mit 17:44 erneut Eddie Charlton unterlag. Zum Saisonende verlor er nach einem erneuten Sieg über Ron Mares im Achtelfinale der Snookerweltmeisterschaft gegen Ray Reardon.

### Jahre auf der Weltrangliste und Tod
Auch wenn Simpson in der folgenden Saison kein Spiel bestritt, wurde er auf der erstmals aufgestellten Order of Merit, einem Vorläufer der heutigen Snookerweltrangliste auf Rang 15 positioniert, welche für den Rest seiner Karriere seine beste Weltranglistenplatzierung darstellte. Nachdem er auf der ersten Weltrangliste auf Rang 20 platziert war, erreichte er in der Saison 1976/77 das Halbfinale der Australian Professional Championship, in dem er sich Paddy Morgan geschlagen geben musste. Auf der Weltrangliste verlor er infolgedessen zwei Plätze.
Auch bei der Australian Professional Championship 1977 erreichte er das Halbfinale und nahm nicht an der Snookerweltmeisterschaft teil, wobei er dennoch auf der Rangliste seinen 22. Rang behielt und erst ein Jahr später erneut zwei Plätze verlor. Ein Jahr später gelang ihm in der Gruppenphase ein 12:3-Sieg über Dennis Wheelwright, bevor er in seiner letzten Profipartie mit 0:8 gegen Eddie Charlton verlor.
Bereits zu Ostern 1974 erlitt der Diabetiker Simpson einen schweren Grippeanfall. Er ließ sich in England in einem Krankenhaus behandeln, bis er sich eine Stunde vor seinem WM-Spiel gegen Bernard Bennett, das er mit 2:8 verlor, selbst entließ. Am 28. Juni 1980 verstarb der schwer erkrankte Simspon im Alter von 58 Jahren im australischen Toowoon Bay. Nur eine Woche vorher hatte er noch in seinem Heimatclub, dem City Tattersalls Club den Turnierplan für das Australian Masters 1980 auslosen dürfen. Er hinterließ seine Ehefrau und einen Sohn.